# NGC 7754
NGC 7754 је спирална галаксија у сазвежђу Водолија која се налази на NGC листи објеката дубоког неба.
Деклинација објекта је - 16° 36' 2" а ректасцензија 23h 49m 11,2s. Привидна величина (магнитуда) објекта NGC 7754 износи 14,6 а фотографска магнитуда 15,5. NGC 7754 је још познат и под ознакама MCG -3-60-21, IRAS 23466-1652, PGC 72511.